# Lwiwhaz
PAT Lwiwhaz (ukr. Публічне Акціонерне Товариство «Львівгаз») – spółka publiczna, której zadaniem jest dostawa gazu i gazownictwo na terenie Lwowa i obwodu lwowskiego.
W 1914 podczas prowadzonych przez niemiecką firmę prac poszukiwawczych soli potasowej odkryto złoża gazu w Daszawie, ale wybuch I wojny światowej i rozpad monarchii austro-węgierskiej wstrzymał rozpoczęcie eksploatacji. W 1920 z połączenia firm „Zakład Gazu Ziemnego inż. Wieleżyński” i Przedsiębiorstwa Gazolina powstała Spółka Akcyjna Gazolina z siedzibą we Lwowie przy ulicy Leona Sapiechy 3 oraz zarządem technicznym w Borysławiu. Spółka ta kupiła tereny, na których w 1914 prowadzono odwierty i rozpoczęła prace wiertnicze stosując najnowsze jak na ówczesne czasy rozwiązania techniczne, równocześnie rozpoczęto budowę infrastruktury.
W 1921 Władysław Szaynok założył państwowo-prywatną spółkę akcyjną „Międzymiastowe Gazociągi”, której zadaniem była budowa sieci przesyłowych. Powstały rurociągi z Daszawy do Stryja (1921, 14,4 km), Stryj–Drohobycz (1924), Daszawa–Stebnik (1925). Zawiązano spółki i towarzystwa akcyjne, które odpowiadały na wydobycie gazu z poszczególnych kopalń, funkcję nadzorczą nad nimi miała „Spółka Akcyjna Gazolina”. W 1926 nastąpiło połączenie „Międzymiastowych Gazociągów” i „Gazoliny” w jedną spółkę akcyjną. W 1929 wybudowano gazociąg łączący Daszawę ze Lwowem, podczas IX Targów Wschodnich obok pawilonu przemysłowego płonęła pochodnia z daszawskim gazem.
Po agresji ZSRR na Polskę we wrześniu 1939 majątek Gazoliny został znacjonalizowany, do zarządzania nim władze radzieckie powołały „Stryjskie Przedsiębiorstwo Eksploatacyjne” podlegające Narodowemu Komisariatowi Przemysłu Naftowego ZSRR. W kwietniu 1940 powstał trust „Ukrhaz”, a następnie wyodrębniono w nim „Lwiwhaz”, którego zadaniem była obsługa lwowskiej gazowni. W 1941 Niemcy przekształcili trust  w spółkę, ale władze komunistyczne dekretem z 22 lipca 1947 przywróciły poprzedni stan prawny. W skład przedsiębiorstwa wchodziła gazownia we Lwowie, zakłady naprawczo-produkcyjne „Lwiwhaz-aparat”, przedsiębiorstwo zarządzające miejską siecią gazową, miejskie przedsiębiorstwo eksploatacji i handlu posiadające cztery filie oraz przedsiębiorstwo budowlane „Lwihazzbyt”. W 1952 na potrzeby rozwoju sieci gazowej we Lwowie i okolicznych miejscowościach powołano do istnienia osobne przedsiębiorstwo remontowo-budowlane.
13 sierpnia 1955 trust gazowy otrzymał status przedsiębiorstwa obwodowego i został przyporządkowany do struktur zarządu Obwodu lwowskiego, w związku z tym przyłączono do Lwiwhazu przedsiębiorstwo regionalnej gospodarki gazem, a oddział w Drohobyczu został zlikwidowany. Proces pełnej gazyfikacji obwodu rozpoczął się w 1956. W 1975 przeprowadzono reorganizację, w wyniku której z przedsiębiorstwa obwodowego wyłączono miejską spółkę gazową. Zmiany ustrojowe spowodowały zmianę formy prawnej, w 1992 powstało państwowe przedsiębiorstwo Lwiwhaz, które istniało dwa lata. W 1994 zostało przekształcone w spółkę publiczną działającą w tej formie do czasu obecnego.